# Anisodes warreni
Anisodes warreni är en fjärilsart som beskrevs av Rothschild 1915. Anisodes warreni ingår i släktet Anisodes och familjen mätare. Inga underarter finns listade i Catalogue of Life.